# Libuše Macounová
Libuše Macounová (* 30. září 1946, Ústí nad Labem) je bývalá československá atletka, běžkyně.
Největší úspěchy zaznamenala v roce 1966 na prvním ročníku evropských halových her (předchůdce halového ME) v Dortmundu, kde získala dvě medaile. Stříbro v běhu na 400 metrů a bronz ve štafetovém závodu na 4 x 160 metrů.
O dva roky později získala na třetích evropských halových hrách v Madridu stříbrnou medaili v kombinované štatetě na 1820 metrů. Československá štafeta ve složení Eva Putnová (1 x 182 m), Vlasta Přikrylová (2 x 182 m), Libuše Macounová (3 x 182 m) a Emilie Ovadková (4x 182 m) prohrála v souboji se sovětským kvartetem o více než deset sekund. 
Stala se třikrát mistryní ČR v běhu na 400 metrů - v letech 1970, 1971 a 1975